# Орландо Лоренціні
Орландо Лоненціні (італ. Orlando Lorenzini; 3 травня 1890, Гуардісталло, Італія — 17 березня 1940, Керен, Ефіопія) — італійський офіцер, бригадний генерал.

## Біографія
20 травня 1910 року був призваний на службу у 84-й піхотний полк. З 4 лютого 1912 року — офіцер. Учасник численних військових конфліктів: Італійсько-турецька війна, Перша світова війна, Національно-визвольна війна у Лівії (1922—1932), Друга італо-ефіопська війна, Друга світова війна. Під час Другої світової війни воював у Північній Африці. Під час битви при Керені був убитий осколками гранати.

## Сім'я
Був одружений, мав трьох дітей.

## Нагороди
- Пам'ятна медаль італо-турецької війни 1911—1912 з вісьмома зірками
- Пам'ятна медаль італо-австрійської війни 1915—1918 із двома зірками
- Пам'ятна медаль об'єднання Італії
- Медаль Перемоги
- Медаль «За військову доблесть» (Італія)
  - Бронзова (15 жовтня 1936)
  - 5 срібних (18 червня 1918, 9 травня 1929, 22 квітня 1940, 24 травня 1940, 22 лютого 1941)
  - Золота (6 лютого 1942; посмертно)
- 5 хрестів «За військові заслуги» (Італія) (2 лютого 1919, 2 листопада 1926, 9 травня 1929, 20 червня 1938, 1 червня 1939)
- Хрест «За вислугу років» (Італія) з короною для офіцерів — за 40 років служби.
- Урочиста подяка губернатора Киренаїки (22 липня 1924 і 10 квітня 1928)
- Колоніальний орден Зірки Італії
  - Кавалер (28 червня 1925)
  - Офіцер (3 грудня 1931)
  - Командор (1 червня 1933)
- Відзнака за військові заслуги
  - для старшого офіцера (13 жовтня 1927 і 26 січня 1939)
  - для генерала (20 лютого 1941)
- Кавалер Савойського військового ордена (8 березня 1928)
- Кавалер ордена Святих Маврикія та Лазаря (3 червня 1937)
- Орден Корони Італії
  - Офіцер (19 травня 1938)
  - Командор (24 травня 1940)

## Вшанування пам'яті
На честь Лоренціні названі вулиці в Кастильончелло (Тоскана) і в Пізі. Також його ім'я носили початкова школа в Пізі і казарми в Лукка.